# المحرك الأول في السوق
المبادر الأول في السوق (بالإنجليزية: First mover)‏: هو أحد المصطلحات المهمة في مجال التسويق. ويقصد به اكتساب شركة معينة على صعيد التجارة الإلكترونية (في مجال معين) من بين مجموعة من الشركات تكون مميزة عن باقي الشركات وتنفرد بها. وبناءً على هذه الميزة يطلق على هذه الشركة بأنها هي المحرك الأول في السوق لهذا المجال.
وبإمكان هذه الشركة المحركة الأولى أن تجذب لها عددا كبيراً من الزبائن في وقت قصير جدا نظراً لكونها الموجد الأول في السوق الإلكتروني لهذا المنتج، وبإمكانها أيضاً وضع السعر للمنتج الجديد والتحكم فيه، كما بإمكانها السيطرة على المنتج أمام منافسيها في السوق.
ولا بد من ملاحظة أن ميزة (المبــادر الأول) تشير إلى الشركة القادرة على الانتقال بالمنتج إلى السوق، وليس مجرد كونها أول شركة فقط!
ومن الأمثلة على المبــادر الأول للسوق الإلكتروني:
- شركة Amazon.com لا تعتبر البائع الأول للكتب على شبكة الإنترنت ولكنها كانت أول شركة رائدة في الدخول إلى سوق الكتاب عن طريق بيعه بشبكة الإنترنت. <<< amazon يعتبر (second mover) لأنه أخذ فكرته من BookStacks وbooks.com.
- شركة Google.com ليست الشركة الأولى التي اختصت بالبحث ولكنها أول شركة بهذه الضخامة تقتحم سوق البحث عن طريق شبكة الإنترنت.
- شركة آبل قامت بإصدار منتجها (Ipod) وهو ما أدى بتوجه السوق إلى mp3 بالرغم أن شركة Apple لم تكن الشركة الأولى التي أنتجت مشغلآت mp3.
- شركة كوكا كولا كانت أول من أنتجت الكولا، وبدأت في بيع منتجاتها للجمهور في عام 1886، ومنذ ذلك الحين وهي من الشركات المتصدرة لإنتاج المشروبات الغازية.
-ومن الأمثلة الخاصة بدولة المملكة العربية السعودية، شركة الاتصالات السعودية. حيث أنها أول شركة للاتصالات بالمملكة وجاءت بعدها شركتي زين وموبايلي لكنها ظلت الأكثر شيوعا رغم المنافسين.
وغيرها الكثير من الأمثلة..
مميزات المحرك الأول للسوق الإلكتروني:
أولا: تكوين اسم تجاري (Brand name).
ثانيا: القيادة التكنولوجية أوالريادة التكنولوجية، حيث بإمكان الشركة الحصول على سلطة السوق أي (احتكار السوق).
ثالثا: تحكم الشركة بسعر المنتج (المبادر الأول للسوق الإلكتروني).
رابعا: ميزة تنافسية بين الشركة المبادرة الأولى والشركات المنافسة الأخرى.
خامسا: تمكين الشركة المبادرة من محاولات التغيير والتطوير وزيادة خدماتها من فترة إلى أخرى دون الخوف من دخول منافسين.
سادسا: عندما يكتسب المستهلك الولاء والثقة بهذا الشركة وما تنتجه بعد تعامله معها، فإن ولاءه وإخلاصه لهذا المنتج أو الشركة يصبح عال جدا ويزداد حتى بعد إصدار منتج آخر من نفس الشركة.
عيوب المحرك الأول للسوق الإلكتروني:
أولا: عندما تتبنى الشركة منتجاً جديداً في السوق ستواجه تحديا فريدا من نوعه وهو: تثقيف العملاء حول هذا المنتج أو الخدمة الجديدة. وهذا الوضع قد يشكل خطرا كبيرا لِما يكون للعميل من ردة فعلٍ (سلبية أو إيجابية) على المنتجات التي لا يمكن التنبؤ بتقبلها دائما، بالإضافة إلى ذلك يمكن أن تكون عملية التثقيف عملية مكلفة.
ثانيا: لا بد من إيجاد كادر خاص مهيأ تهيئة جيدة ومؤمن بالمنتج ليقوم بعملية التسويق وتثقيف العميل.
ثالثا: في كثير من الأحيان يكون ارتكاب الأخطاء مجازفة ومكلفة جداً وربما تعود على الشركة بخسائر فادحة.
رابعا: بما أنها الأولى في السوق، هذا لا يساعد المستهلك على اكتساب الولاء والثقة لهذا المنتج مما يجعله أمرا يتطلب بعض الوقت حتى يتعرف على هذا المنتج، حيث أن المشتري لهذا المنتج للمرة الأولى يكون الولاء لديه ضعيفا.
خامسا: إذا كان هناك شركات منافسة أو تابعة للمحرك الأول فإنها تتخذ السير على منهاجها وخطاها في معرفة المجال الذي تعمل فيه وتساهم في تقوية المنافسة السوقية بينهما وربما التغلب عليها.
سادسا: التغير التكنولوجي السريع الذي يسمح للشركات التي تتبع خط سير المحرك الأول بالتقدم بسرعة والاستفادة من الأخطاء والتجارب التي وقعت فيها وبذلك ربما تتغلب بعض الشركات على المحرك الأول.
لكي تصبح هذه الشركة «المبادر الأول» لابد أن تحقق: القيادة في المنتجات والتكنولوجيا العملية، والاستباق في الأصول، وتضمن للمشتري تكاليف التبديل.
فأول مزايا المحرك من حيث قدرة الشركات الرائدة لكسب الأرباح الاقتصادية الإيجابية (أي أرباح تزيد على تكلفة رأس المال).
أما عيوبها فهي:
1- تعتبر من الفوائد للشركات المبادرة في وقت متأخر، ومنها القدرة على الاستفادة مجانا من استثمارات المبادر الأول.
2- القرارات التكنولوجية وعدم اليقين في السوق.